# Балканско езикознание
„Балканско езикознание“ е международно академично списание, орган на Института за български език „Проф. Любомир Андрейчин“ при Българска академия на науките.
Списанието е основано през 1959 г. като печатен орган на Института за български език „Проф. Любомир Андрейчин“ при БАН от акад. Владимир Георгиев. Той е негов главен редактор до 1987 г. В периода 1987 – 2004 г. главен редактор е акад. Иван Дуриданов, след това проф. дфн Тодор Ат. Тодоров. От 2008 г. главен редактор е проф. дфн Анна Чолева-Димитрова.
В него се публикуват оригинални изследвания по теоретични проблеми на балканското езикознание, на взаимоотношенията между балканските езици – нови и древни, връзките с други индоевропейски и неиндоевропейски езици, както и статии, представящи емпирични изследвания, посветени на различни синхронни и диахронни проблеми в балканските езици. В рубриките „Рецензии“ и „Хроника“ се представят рецензии за значими трудове в областта на балканистиката и европеистиката и информация за научни събития.